# Zbigniew Jaremski
Zbigniew Jaremski (né le 19 juin 1949 à Zabrze - mort le 3 janvier 2011 à Zabrze) est un athlète polonais spécialiste du 400 mètres.

## Biographie
Il participe aux Jeux olympiques de 1972 où il atteint les quarts de finale de l'épreuve individuelle, et se classe cinquième du relais 4 × 400 m au sein de l'équipe de Pologne. Quatre ans plus tard, aux Jeux olympiques de Montréal, il est de nouveau éliminé au stade des quarts de finale du 400 m mais remporte, en fin de compétition, la médaille d'argent du relais 4 × 400 m en compagnie de Ryszard Podlas, Jan Werner et Jerzy Pietrzyk. Le relais polonais, qui établit le temps de 3 min 01 s 43, s'incline face à l'équipe des États-Unis.
En 1978, Zbigniew Jaremski décroche la médaille d'argent du 4 × 400 mètres lors des Championnats d'Europe de Prague, s'inclinant de plus d'une seconde face à la République Fédérale d'Allemagne. Sur le plan national, il s'adjuge le titre de champion de Pologne du 400 m en 1972, 1973 et 1975. 

### Palmarès
| Date | Compétition           | Lieu     | Résultat | Épreuve   |
| ---- | --------------------- | -------- | -------- | --------- |
| 1972 | Jeux olympiques       | Munich   | 5e       | 4 × 400 m |
| 1976 | Jeux olympiques       | Montréal | 2e       | 4 × 400 m |
| 1978 | Championnats d'Europe | Prague   | 2e       | 4 × 400 m |

### Records
| Épreuve | Performance | Lieu     | Date        |
| ------- | ----------- | -------- | ----------- |
| 400 m   | 45 s 7      | Varsovie | 9 août 1972 |